# Coleman (Florida)
Coleman ist eine Stadt im Sumter County im US-Bundesstaat Florida. Das U.S. Census Bureau hat bei der Volkszählung 2020 eine Einwohnerzahl von 642 ermittelt.

## Geographie
Coleman grenzt im Norden direkt an die Stadt Wildwood. Die Stadt liegt rund 15 km nördlich von Bushnell sowie etwa 70 km westlich von Orlando.

## Geschichte
Im Jahre 1886 wurde durch die Tropical Florida Railroad, einer Tochtergesellschaft der Florida Railroad, eine Bahnstrecke von Ocala über Coleman nach Plant City eröffnet. Die Bahnlinie wurde 1890 bis Tampa verlängert. Im April 1924 wurde das Tochterunternehmen Florida, Western and Northern Railroad der Seaboard Air Line Railroad gegründet, das eine Bahnstrecke von Coleman über Auburndale und Sebring bis West Palm Beach bauen sollte. Der gesamte Korridor wurde im Januar 1925 eröffnet. 1988 wurde der Abschnitt Coleman – Auburndale kurz nach der Übernahme durch CSX jedoch wieder stillgelegt.

## Demographische Daten
Laut der Volkszählung 2010 verteilten sich die damaligen 703 Einwohner auf 343 Haushalte. Die Bevölkerungsdichte lag bei 185,0 Einw./km². 57,2 % der Bevölkerung bezeichneten sich als Weiße, 38,7 % als Afroamerikaner, 0,9 % als Indianer und 0,6 % als Asian Americans. 2,0 % gaben die Angehörigkeit zu einer anderen Ethnie und 0,7 % zu mehreren Ethnien an. 4,7 % der Bevölkerung bestand aus Hispanics oder Latinos.
Im Jahr 2010 lebten in 28,3 % aller Haushalte Kinder unter 18 Jahren sowie 26,5 % aller Haushalte Personen mit mindestens 65 Jahren. 65,2 % der Haushalte waren Familienhaushalte (bestehend aus verheirateten Paaren mit oder ohne Nachkommen bzw. einem Elternteil mit Nachkomme). Die durchschnittliche Größe eines Haushalts lag bei 2,52 Personen und die durchschnittliche Familiengröße bei 3,15 Personen.
20,2 % der Bevölkerung waren jünger als 20 Jahre, 21,9 % waren 20 bis 39 Jahre alt, 32,0 % waren 40 bis 59 Jahre alt und 20,8 % waren mindestens 60 Jahre alt. Das mittlere Alter betrug 44 Jahre. 47,7 % der Bevölkerung waren männlich und 52,3 % weiblich.
Das durchschnittliche Jahreseinkommen lag bei 23.646 $, dabei lebten 31,9 % der Bevölkerung unter der Armutsgrenze.
Im Jahr 2000 war Englisch die Muttersprache von 96,80 % der Bevölkerung und spanisch sprachen 3,20 %.

## Verkehr
Coleman wird vom U.S. Highway 301 (SR 35) durchquert. Der nächste Flughafen ist der Orlando International Airport (rund 90 km östlich).